# Louis Eysen
Louis Eysen (Manchester, 23 novembre 1843 - Munich, 21 juillet 1899) est un artiste peintre, dessinateur et graveur allemand.

## Biographie
Louis Eysen est issu d'une famille allemande de négociants en soie, travaillant entre Francfort et les usines textiles de Manchester, ville où il est né. Son père meurt en 1853, laissant un important héritage.
De retour à Francfort, Louis Eysen y fait toutes ses études, se tournant vers l'art, et entre à l'École Städel. Il se spécialise en gravure sur bois, prenant des cours auprès d'Andreas Stix. Il entreprend ensuite avec son ami le peintre Peter Burnitz plusieurs voyages à Munich et Berlin, visitant les musées et les expositions. C'est par Victor Müller qu'il rencontre à Munich le peintre Wilhelm Leibl. Il entreprend un voyage à Paris entre 1869 et 1870. Il y croise ses compatriotes Adolf Schreyer qui y passe l'hiver, et Otto Scholderer, très introduit dans les milieux artistiques français et qui présente Louis à Léon Bonnat. Il réussit également à rencontrer Gustave Courbet dont il avait admiré les toiles exposées à Munich. La guerre l'oblige à rentrer à Francfort. Durant les années suivantes, il est proche du Cercle de Leibl (Leibl-Kreis).
Sur les conseils de Schreyer, Louis Eysen a ensuite déménagé à Kronberg im Taunus, où il a résidé jusqu'en 1879 et où il s'est consacré avant tout à la peinture de paysage. Cette ville accueillait depuis quelques années une colonie d'artistes, initiée par Anton Burger et Jakob Fürchtegott Dielmann.
Au cours d'un voyage en Italie, sa mauvaise santé le conduit à s'installer en 1879 à Merano (située dans l'actuel Trentin-Haut-Adige) avec sa mère et sa sœur, où il produit de nombreux paysages peints, représentant les paysans sud-tyroliens, ainsi que des scènes d'intérieur marquées par les lumières chaudes. Il est proche à cette époque de Hans Thoma.
Louis Eysen expose des toiles en 1888 au salon de l'Académie des arts de Berlin et en 1895 à la grande exposition d'art du Glaspalast de Munich, mais sans grand succès. 
Il est mort en partie méconnu à Munich, après une intervention chirurgicale. Sa renommée est devenue posthume, grâce aux expositions organisées en son hommage par Hans Thoma à Berlin à la galerie Keller & Reiner, puis à Karlsruhe, Francfort et Munich.
Louis Eysen a produit près de 180 toiles, sans compter les bois gravés.

Œuvres de Eysen
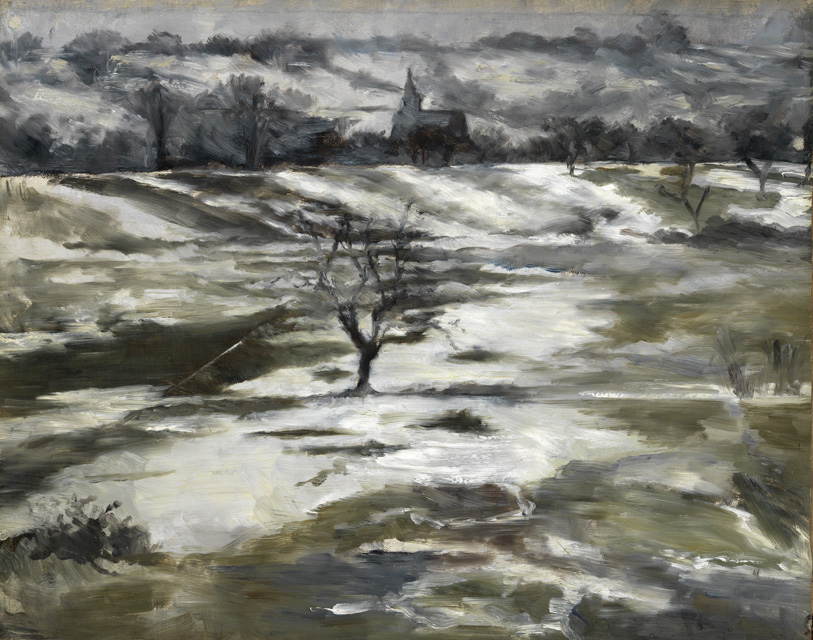
Taunuslandschaft im Vorfrühling (c. 1875), Staatliche Kunsthalle Karlsruhe
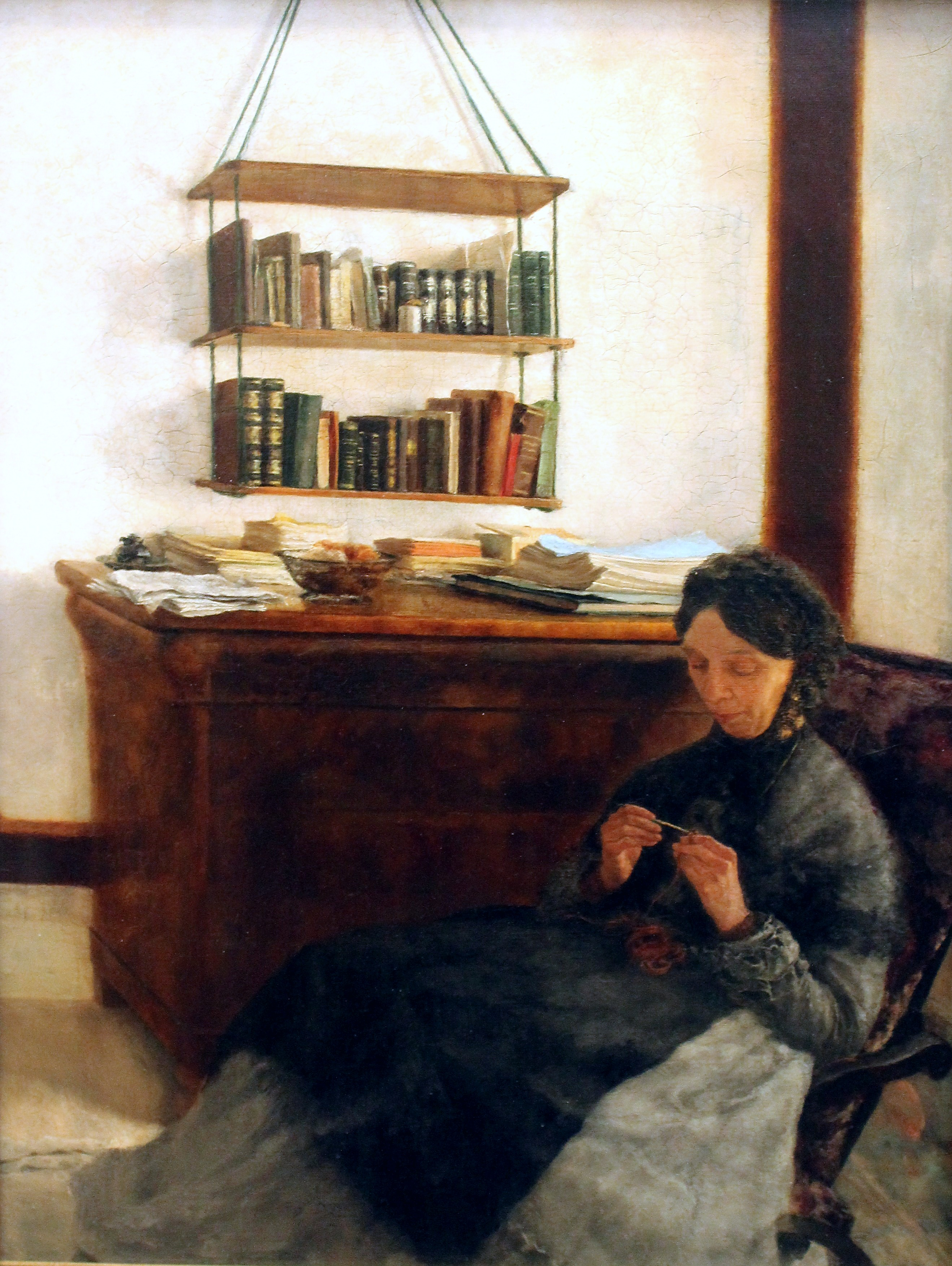
La Mère de l'artiste (1877), Alte Nationalgalerie
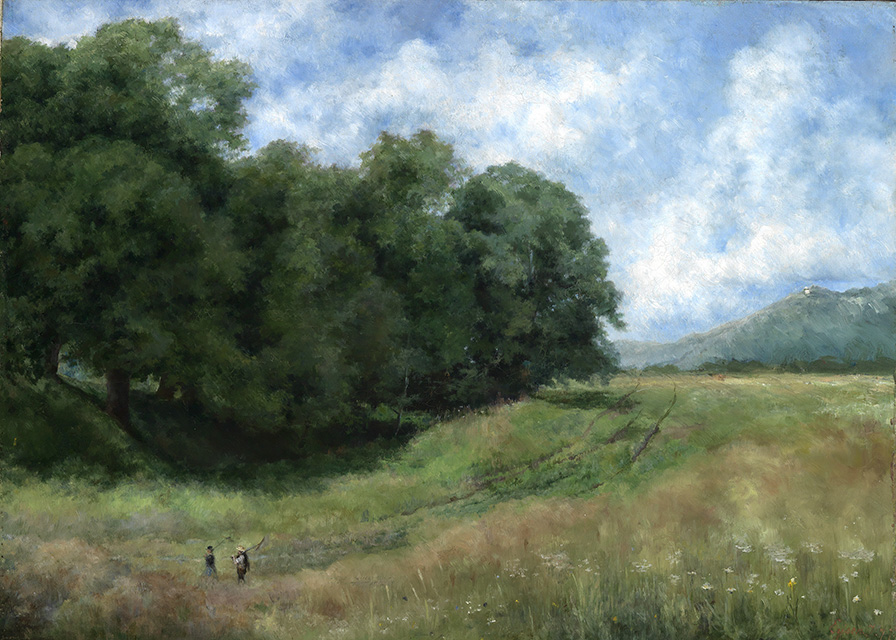
Feldweg bei Kronberg im Taunus (1877), Staatliche Kunsthalle Karlsruhe